# Saison 1998-1999 de la Jeunesse sportive de Kabylie
Maillots
Chronologie
Saison précédente Saison suivante
Cet article traite de la saison 1998-1999 de la Jeunesse sportive de Kabylie. Les matchs se déroulent essentiellement en Championnat d'Algérie de football 1998-1999, mais aussi en Coupe d'Algérie de football 1998-1999.

## Résumé de la saison 1998-1999
Cette saison, et comme la saison passée, le championnat d'Algérie est divisé en deux groupes, Centre-Est et Centre-Ouest. La JSK fait partie du Groupe Centre-Est, qu'elle domine facilement avec 5 points d'avance sur son dauphin l'USM Annaba. Grâce à ce titre, la JSK doit rencontrer le MC Alger vainqueur de l'autre groupe, durant la finale du championnat, match qui se termine par la victoire 1-0 du MC Alger, grâce à un but dans les prolongations de Rahmouni.
En coupe d'Algérie, la JSK arrive en finale et perd face à l'USM Alger, ce qui fait que la JSK aura raté de peu un nouveau doublé.

## Mercato estival 2000
Arrivées
- Lounes Gaouaoui
- Farouk Belkaid

Départs
- Omar Hamenad
- Karim Doudene

## Effectif (1998-1999)
| No | Nom                  | Poste     | Date de naissance | Nationalité |
| -- | -------------------- | --------- | ----------------- | ----------- |
| 1  | Liamine Boughrara    | Gardien   | 1er Décembre 1971 | Algérie     |
| 12 | Lounes Gaouaoui      | Gardien   | 28 septembre 1977 | Algérie     |
| 3  | Abdelazziz Benhamlat | Défenseur | 22 mars 1974      | Algérie     |
| 4  | Noureddine Drioueche | Défenseur | 27 octobre 1973   | Algérie     |
| 10 | Hakim Boubrit        | Milieu    | 9 août 1975       | Algérie     |
| 6  | Farouk Belkaid       | Milieu    | 14 novembre 1977  | Algérie     |
| 7  | Mourad Aït Tahar     | Attaquant | 8 avril 1972      | Algérie     |
| 11 | Hakim Medane         | Attaquant | 5 septembre 1966  | Algérie     |
| 5  | Brahim Zafour        | Défenseur | 30 novembre 1977  | Algérie     |
| 8  | Amar Lahcen Nazef    | Milieu    | 2 septembre 1974  | Algérie     |
| 9  | Farid Ghazi          | Attaquant | 17 février 1974   | Algérie     |
| 2  | Sofiane Selmoune     | Défenseur | 22 Avril 1975     | Algérie     |
|    | Kati                 |           |                   |             |
|    | Benkadjoune          |           |                   |             |
|    | Aouaidia             |           |                   |             |
|    | Kherroubi            |           |                   |             |

## Championnat d'Algérie 1998-1999

### Classement
| Pl. | Club                  | Points | Joués | V  | E | D  | bp | bc | +/- |
| --- | --------------------- | ------ | ----- | -- | - | -- | -- | -- | --- |
| 1er | JS Kabylie            | 52     | 26    | 16 | 4 | 6  | 49 | 17 | +32 |
| 2e  | USM Annaba            | 47     | 26    | 13 | 8 | 5  | 36 | 25 | +11 |
| 3e  | MO Constantine        | 45     | 26    | 13 | 6 | 7  | 21 | 16 | +5  |
| 4e  | CA Batna              | 42     | 26    | 12 | 6 | 8  | 28 | 18 | +10 |
| 5e  | ES Sétif              | 42     | 26    | 12 | 6 | 8  | 32 | 26 | +6  |
| 6e  | JSM Béjaïa            | 41     | 26    | 11 | 8 | 7  | 35 | 27 | +8  |
| 7e  | CS Constantine        | 40     | 26    | 11 | 7 | 8  | 26 | 21 | +5  |
| 8e  | AS Aïn M'lila         | 37     | 26    | 11 | 4 | 11 | 20 | 30 | -10 |
| 9e  | USM El Harrach        | 33     | 26    | 9  | 6 | 11 | 22 | 25 | -3  |
| 10e | NA Hussein Dey        | 33     | 26    | 9  | 6 | 11 | 19 | 23 | -4  |
| 11e | JSM Tébessa           | 33     | 26    | 8  | 9 | 9  | 25 | 25 | 0   |
| 12e | US Chaouia            | 31     | 26    | 8  | 7 | 11 | 20 | 22 | -2  |
| 13e | CA Bordj Bou Arreridj | 15     | 26    | 3  | 6 | 17 | 16 | 33 | -17 |
| 14e | ES Sour El Ghozlane   | 12     | 26    | 3  | 3 | 20 | 13 | 45 | -32 |

|  | Finale championnat                                                                              |
|  | Playoff coupe arabe                                                                             |
|  | Promus en Super Division                                                                        |
|  | Relégation en Division 1                                                                        |
|  | Relégation en Interregions                                                                      |
|  | (T) : Tenants du titre (V): Vice-champions (P) : Promus (CdA) : Vainqueur de la Coupe d'Algérie |

### Matchs Aller
| Division 1 - Groupe centre est Journée 1 | JSM Tébessa | 1-1   | JS Kabylie      | Stade du 4-Mars-1956, (Tébessa)    |                                    |
| Jeudi 10 septembre 1998 14H30            | Houame 10e  | (1-0) | Farid Ghazi 44e | Diffuseur : Télévisé ( en Duplex ) | Diffuseur : Télévisé ( en Duplex ) |

| Entraîneur :       |
| Mouassa et Benarab |

| Entraîneur :     |
| Hadj et Benamara |

| Entraîneur :       |
| Mouassa et Benarab |

| Entraîneur :     |
| Hadj et Benamara |

| Remplaçants :                     |
| Yahia , Djaber , Kabri , Azzouz . |
| Entraîneur :                      |
| Hedane Mustapha et Belakhel       |

| Remplaçants :                                |
| Kaidi , Khati , , Lamri , Smaili , Ibaoune . |
| Entraîneur :                                 |
| Mouassa Kamel et Benarab .                   |

| Remplaçants :                     |
| Yahia , Djaber , Kabri , Azzouz . |
| Entraîneur :                      |
| Hedane Mustapha et Belakhel       |

| Remplaçants :                                |
| Kaidi , Khati , , Lamri , Smaili , Ibaoune . |
| Entraîneur :                                 |
| Mouassa Kamel et Benarab .                   |

| Division 1 - Groupe centre est Journée 4 | Sour El-Ghozlane | 0-4 | JS Kabylie                                     | stade municipal de sour el-ghozlane . |  |
| jeudi 8 octobre 1998                     |                  |     | Mourad Aït Tahar 29e · Farid Ghazi 55e 62e 72e |                                       |  |

| Division 1 - Groupe A Journée 5 | JS Kabylie                  | 2-2 | ES Setif                    | Stade du 1er novembre (Tizi Ouzou) |  |
| jeudi 15 octobre 1998           | Boubrit 35e · Ait Tahar 79e |     | Mehdaoui 53e · Mehallel 60e |                                    |  |

| Division 1 - Groupe A Journée 6 | MO Constantine | 0-2 | JS Kabylie              |  |  |
| jeudi 22 octobre 1998           |                |     | Boubrit 75e · Ghazi 86e |  |  |

| Division 1 - Groupe A Journée 7 | JS Kabylie                                 | 3-2 | JSM Béjaïa                   | Stade du 1er novembre (Tizi Ouzou) |  |
| Lundi 9 novembre 1998           | Zaffour 27e · Selmoune 37e · Ait Tahar 57e |     | Hellal 85e · Boudehouche 87e |                                    |  |

| Division 1 - Groupe A Journée 8 | NA Hussein Dey | 1-0 | JS Kabylie |               |               |
| Jeudi 12 novembre 1998          | Alliche 31e    |     |            | Arbitrage : ? | Arbitrage : ? |

| Division 1 - Groupe A Journée 9 | JS Kabylie                        | 3-0 | AS Aïn M'lila | Stade du 1er novembre (Tizi Ouzou) |               |
| Jeudi 19 novembre 1998          | Ghazi farid 30, 83 , Ait tahar 67 |     |               | Arbitrage : ?                      | Arbitrage : ? |

| Division 1 - Groupe A Journée 10 | CA Bordj Bou Arréridj | 0-0 | JS Kabylie | stade du 20 aout de Bordj Bou Arréridj - inauguration de l'opow ( 1er match officiel sur ce stade ) . |               |
| JEUDI 26 novembre 1998           |                       |     |            | Arbitrage : ?                                                                                         | Arbitrage : ? |

| Division 1 - Groupe A Journée 11 | JS Kabylie                   | 3-2 | USM Annaba             | Stade du 1er novembre (Tizi Ouzou) |               |
| jeudi 3 décembre 1998            | Ghazi 10 , 18 , Ait Tahar 60 |     | Fnides 2, Ouichaoui 62 | Arbitrage : ?                      | Arbitrage : ? |

| Division 1 - Groupe A Journée 12 | US Chaouia | 0-0 | JS Kabylie | Stade communal Zerdani Hassouna D'oum El Bouaghi |               |
| Lundi 14 décembre 1998           |            |     |            | Arbitrage : ?                                    | Arbitrage : ? |

| Division 1 - Groupe A Journée 13 | JS Kabylie           | 2-0 | CS Constantine | Stade du 1er novembre (Tizi Ouzou) |               |
| jeudi 17 décembre 1998           | Ghazi 3 , boubrit 67 |     |                | Arbitrage : ?                      | Arbitrage : ? |

### Match Retour
| Division 1 - Groupe A Journée 14 | JS Kabylie                             | 7-0 | JSM Tebessa | Stade du 1er novembre (Tizi Ouzou) |               |
| Jeudi 24 décembre 1998           | Ait Tahar 6,14,30,39, Ghazi 10, 17, 55 |     |             | Arbitrage : ?                      | Arbitrage : ? |

| Division 1 - Groupe A Journée 15 | CA Batna  | 1-0 | JS Kabylie |               |               |
| lundi 28 décembre 1998           | izaoui 31 |     |            | Arbitrage : ? | Arbitrage : ? |

| Division 1 - Groupe A Journée 16 | JS Kabylie     | 1-0 | USM Harrach | Stade du 1er novembre (Tizi Ouzou) |               |
| jeudi 28 janvier 1999            | Ghazi farid 18 |     |             | Arbitrage : ?                      | Arbitrage : ? |

| Division 1 - Groupe A Journée 17       | JS Kabylie                                                          | 6-0 | Sour El-Ghozlane | Stade du 1er novembre (Tizi Ouzou) |               |
| lundi 15 février 1999 ( match retard ) | mourad ait tahar 17 , 22 , 66 , saib ramzy 42 , farid ghazi 78 , 80 |     |                  | Arbitrage : ?                      | Arbitrage : ? |

| Division 1 - Groupe A Journée 18 | ES Setif        | 2-1 | JS Kabylie   |               |               |
| jeudi 4 février 1999             | bourahli 3 , 62 |     | ait tahar 38 | Arbitrage : ? | Arbitrage : ? |

| Division 1 - Groupe A Journée 19 | JS Kabylie | 1-0   | MO Constantine | Stade du 1er novembre (Tizi Ouzou)                                       |                                                                          |
| jeudi 11 février 1999 14h30      | nazef 4e   | (1-0) |                | Diffuseur : ENTV - Algerie ( télévisé en :Grande Format ). Arbitrage : ? | Diffuseur : ENTV - Algerie ( télévisé en :Grande Format ). Arbitrage : ? |

| Division 1 - Groupe A Journée 20 | JSM Béjaïa          | 1-0 | JS Kabylie |                                          |                                          |
| jeudi 18 février 1999            | yassine amaouche 25 |     |            | Diffuseur : ENTV - Directe Arbitrage : ? | Diffuseur : ENTV - Directe Arbitrage : ? |

| Division 1 - Groupe A Journée 21 | JS Kabylie | 1-0 * | NA Hussein Dey | Stade du 1er novembre (Tizi Ouzou) |                  |
| lundi 22 mars 1999 13h gmt       | saib ramzy 57 | (0-0) |                | Arbitrage : daho                   | Arbitrage : daho |
| lundi 22 mars 1999 13h gmt       | Le Matin numéro 2138 du samedi 13 mars 1999 pages 11 , 12 et 13 . *** El Khabar numéro 2503 du samedi 13 mars 1999 pages 26 et 27 . |       |                | Arbitrage : daho                   | Arbitrage : daho |

- NB: la jsk a gagné cette rencontre sur tapis-vert (3-0) à la suite du forfait du nahd car le match devait être rejoué le 22 mars 1999. Le premier match a été arrêté par l'arbitre à la suite d'une agression contre lui à la 57e minute (le jeudi 11 mars 1999 à 14h 00.

| Division 1 - Groupe A Journée 22 | AS Aïn M'lila | 0-0* (0-3) | JS Kabylie |               |               |
| jeudi 18 mars 1999               |               | (0-0)      |            | Arbitrage : ? | Arbitrage : ? |

- NB : le match a été arrêté à la 27e minute de jeu ! la jsk gagne sur tapis-vert (3-0).

| Division 1 - Groupe A Journée 23 | JS Kabylie   | 1-0 | CA Bordj Bou Arréridj | Stade du 1er novembre (Tizi Ouzou) |               |
| jeudi 1er avril 1999             | ait tahar 20 |     |                       | Arbitrage : ?                      | Arbitrage : ? |

| Division 1 - Groupe A Journée 24 | USM Annaba                 | 2-1 | JS Kabylie     |                                |                                |
| jeudi 22 avril 1999              | dellalou 44 , ouichaoui 62 |     | ghazi farid 82 | Diffuseur : ENTV Arbitrage : ? | Diffuseur : ENTV Arbitrage : ? |

| Division 1 - Groupe A Journée 25 | JS Kabylie | 1-0 | US Chaouia | Stade du 1er novembre (Tizi Ouzou) |               |
| jeudi 20 mai 1999                | nazef 53   |     |            | Arbitrage : ?                      | Arbitrage : ? |

| Division 1 - Groupe A Journée 26 | CS Constantine          | 2-0 | JS Kabylie |               |               |
| lundi 24 mai 1999                | zouani 58 , medjoudj 85 |     |            | Arbitrage : ? | Arbitrage : ? |

## Coupe d'Algérie
| 32e de finale     | CA Kouba (D5) | 0-2 | JS Kabylie (D1)          | stade du 20 aout 1955 à alger |                  |
| jeudi 4 mars 1999 |               |     | boubrit 14 ,ait tahar 72 | Diffuseur : ENTV              | Diffuseur : ENTV |

| 16e de finale            | JS Kabylie (D1) | 3-0       | NRB Gouray (D2) | Stade menaouar kerboussi d'Arzew |  |
| lundi 22 mars 1999 14h00 |                 | (forfait) |                 |                                  |  |

| 8e de finale        | CBMila ( D2) | 0 - 2 | JSKabylie ( D1)          | 19 mai 1956 Annaba |  |
| lundi 19 avril 1999 |              |       | boubrit 45 , ibaouene 90 |                    |  |

| Quart de finale : Aller | JS Kabylie (D1)                          | 4-1 | MB Tlydjene (D2) | Tizi Ouzou |  |
| jeudi 29 avril 1999     | ghazi 33 , 40 , benhamlet 46 , zafour 91 |     | bourouba 34      |            |  |

| Quart de finale : Retour | MB Tlydjene ( D2) | 1-0 | JS Kabylie (D1) | Tebessa |  |
| jeudi 6 mai 1999         | ben idir 5        |     |                 |         |  |

| Demi-finale : Aller | JS Kabylie (D1)                         | 3-0 | NA Hussein Dey (D1) | Tizi Ouzou |  |
| jeudi 10 juin 1999  | deryouche 27, benhamlet 39 , ghazi 63 . |     |                     |            |  |

| Demi-finale : Retour | NA Hussein Dey (D1) | 0-1 | JS Kabylie (D1) | bologhine Alger |  |
| samedi 26 juin 1999  |                     |     | farid ghazi 90  |                 |  |

| Finale           | USM Alger (D1)             | 2-0 | JS Kabylie (D1) | Alger |  |
| 1er juillet 1999 | d'ziri 76 , hadj adlane 82 |     |                 |       |  |

## Buteurs
| Joueurs              | Championnat | Coupe d'Algérie | Total |
| -------------------- | ----------- | --------------- | ----- |
| Farid Ghazi          | 19          | 4               | 23    |
| Mourad Aït Tahar     | 15          | 1               | 16    |
| Hakim Boubrit        | 3           | 2               | 5     |
| Amar Lahcen Nazef    | 3           | 0               | 3     |
| Brahim Zafour        | 1           | 1               | 2     |
| Abdelaziz Benhamlat  | 0           | 2               | 2     |
| Ramzi Saib           | 1           | 0               | 1     |
| Selmoune             | 1           | 0               | 1     |
| Ibouène              | 0           | 1               | 1     |
| Benidir              | 0           | 1               | 1     |
| Noureddine Drioueche | 0           | 1               | 1     |
| Forfait              | 6           | 0               | 6     |
| Total                | 49          | 13              | 62    |

*** FINALE DU CHAMPIONNAT : le dimanche 30 mai 1999 à Oran (stade chahid ahmed zabana) *** jskabylie - mcalger (0-1) ap but : rahmouni 118 .